# Ferdo Skok (skladatelj)
Ferdo (Ferdinand) Skok, slovenski operni skladatelj, * 1912, † 1995.